# John Tavener
Sir John Tavener (ur. 28 stycznia 1944 w Londynie, zm. 12 listopada 2013 w Child Okeford) – angielski kompozytor muzyki poważnej.

## Życiorys
Jako 17-latek skomponował Credo, a rok później krótkie oratorium Genesis. W 1962 roku rozpoczął studia w Królewskiej Akademii Muzycznej w klasie fortepianu, szybko zmienił jednak kierunek studiów na kompozycję, której jednak nie ukończył. Rok 1968 przyniósł mu prawdziwą sławę, kiedy to odbyła się premiera oratorium The Whale, opartego na starotestamentowej Księdze Jonasza.
W roku 1977 John Tavener przyjął wiarę prawosławną, która miała znaczący wpływ na jego życie i twórczość. Zainteresował się mistyką prawosławną i tworzył dzieła muzyczne zainspirowany nauczaniem Jana Chryzostoma.
Stworzył 231 dzieł, w tym 95 dzieł na chór acapella i 39 na chór i orkiestrę i 7 oper. Jego twórczość jest ściśle związane z tematyką religijną.